# ملک عمر آلن
ملک عمر آلن (انگلیسی: Malik Allen؛ زادهٔ ۲۷ ژوئن ۱۹۷۸) بازیکن بسکتبال اهل ایالات متحده آمریکا است.

## حرفه
از باشگاه‌هایی که در آن بازی کرده‌است می‌توان به دالاس ماوریکس، شیکاگو بولز، میامی هیت، اورلندو مجیک، شارلوت هورنتس، دنور ناگتس، میلواکی باکس، و بروکلین نتس اشاره کرد.